# Chaetonotus sudeticus
Chaetonotus sudeticus är en djurart som tillhör fylumet bukhårsdjur, och som beskrevs av Kisielewski 1984. Chaetonotus sudeticus ingår i släktet Chaetonotus och familjen Chaetonotidae. Inga underarter finns listade i Catalogue of Life.